# Félix Reuchsel
Pour les articles homonymes, voir Reuchsel.
Félix Reuchsel est un violoniste, professeur de musique et organiste français né à Lyon le 24 novembre 1872 et mort dans la même ville le 11 janvier 1935.

## Biographie
Félix Reuchsel naît en 1872.
Il est le fils du musicien lyonnais Ernest Reuchsel.
Félix Reuchsel est organiste à l'église Saint-Denis-de-la-Croix-Rousse et à l'église Saint-Polycarpe de Lyon.
Il meurt dans sa ville natale en 1935,.